# Eualetes
Eualetes is een geslacht van weekdieren uit de klasse van de Gastropoda (slakken).

## Soorten
- Eualetes centiquadrus (Valenciennes, 1846)
- Eualetes tulipa (Rousseau in Chenu, 1843)